# Операторный метод расчёта переходных процессов

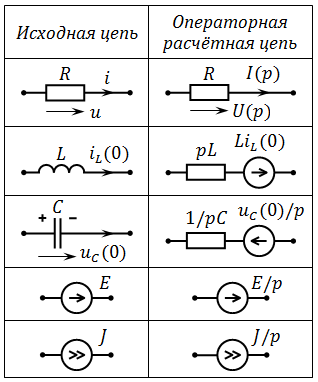
Преобразование цепи при расчёте переходных процессов операторным методом

Операторный метод — это метод расчёта переходных процессов в электрических цепях, основанный на переносе расчёта переходного процесса из области функций действительной переменной (времени t) в область функций комплексной переменной (либо операторной переменной), в которой дифференциальные уравнения преобразуются в алгебраические.
Преобразование функций действительного переменного в операторную функцию производится с помощью методов операционного исчисления. Например, если в цепи имеется источник постоянной ЭДС {\displaystyle E=100\ B}, то в операторной схеме замещения вместо неё будет операторная ЭДС {\displaystyle {\frac {E}{p}}={\frac {100}{p}}}.
Последовательность расчёта операторным методом:
1. определяются независимые начальные условия;
2. вычерчивается операторная схема замещения, при этом электрические сопротивления заменяются эквивалентными операторными сопротивлениями, источники тока и источники ЭДС заменяются соответствующими операторными ЭДС, при этом следует учесть, что на месте реактивных сопротивлений помимо операторных сопротивлений появляются дополнительные операторные ЭДС;
3. находятся операторные функции токов и напряжений в цепи одним из методов расчёта электрической цепи с помощью решения обыкновенных алгебраических уравнений и их систем;
4. производится преобразование найденных операторных функций токов и напряжений в функцию действительного переменного с помощью методов операционного исчисления.

Операторный метод позволяет производить расчёт сложных схем менее трудоёмко, чем классический метод.
Пример расчёта переходного процесса в электрической цепи можно посмотреть здесь.